# Вязёмы (усадьба)
Уса́дьба (Большие) Вязёмы — историко-архитектурный ансамбль XVI—XIX веков, бывшая царская, боярская и княжеская резиденция. Усадьба расположена в посёлке Большие Вязёмы на берегу реки Вязёмки в Одинцовском городском округе Московской области, в 30 км от МКАД. У усадьбы проходит Можайское шоссе (бывшая Большая Смоленская дорога). Усадьба входит в комплекс Государственного историко-литературного музея-заповедника А. С. Пушкина.

## История
Впервые название Вязёмы встречается в документах XVI века. При Иване Грозном Вязёмы были последней станцией перед Москвой по Большой Смоленской дороге. Тогда село называлось Никольское-Вязёмы — видимо, в связи с некогда существовавшей здесь деревянной церковью. В конце 1584 года село было подарено царём Фёдором I Иоанновичем своему шурину Борису Годунову, который немедленно затеял здесь большое строительство.

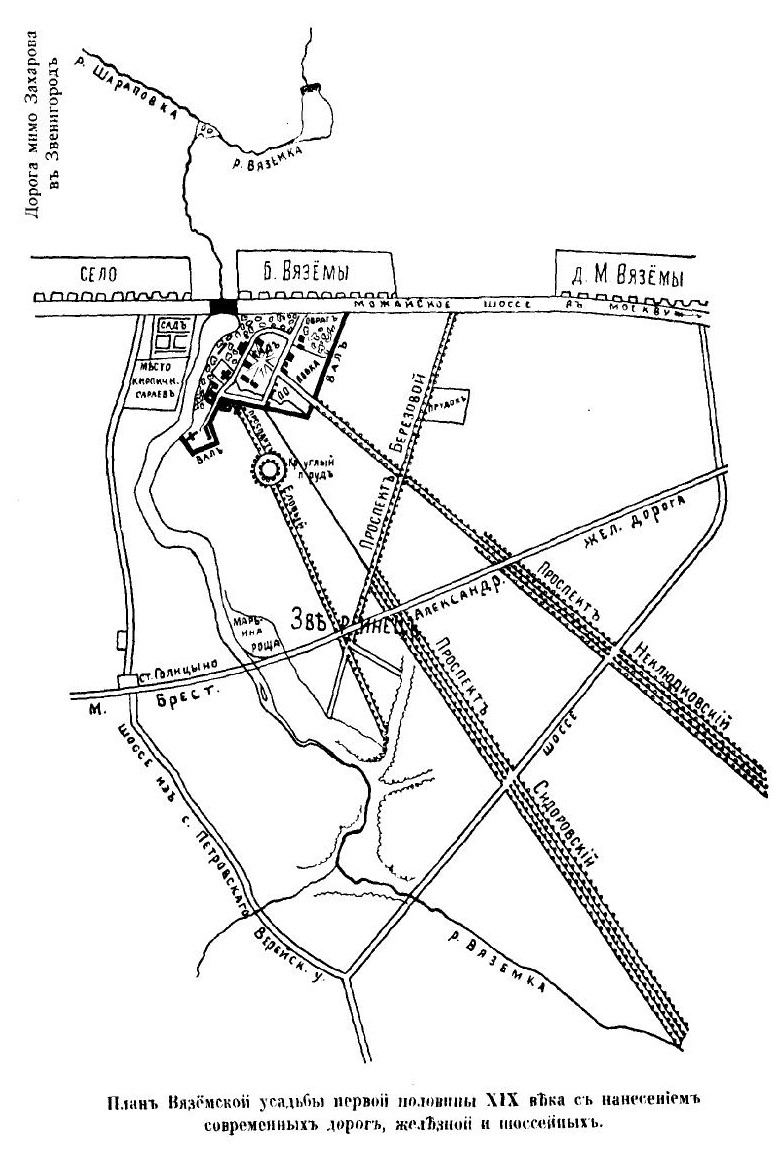
Усадьба Вязёмы. План на 1916 г.

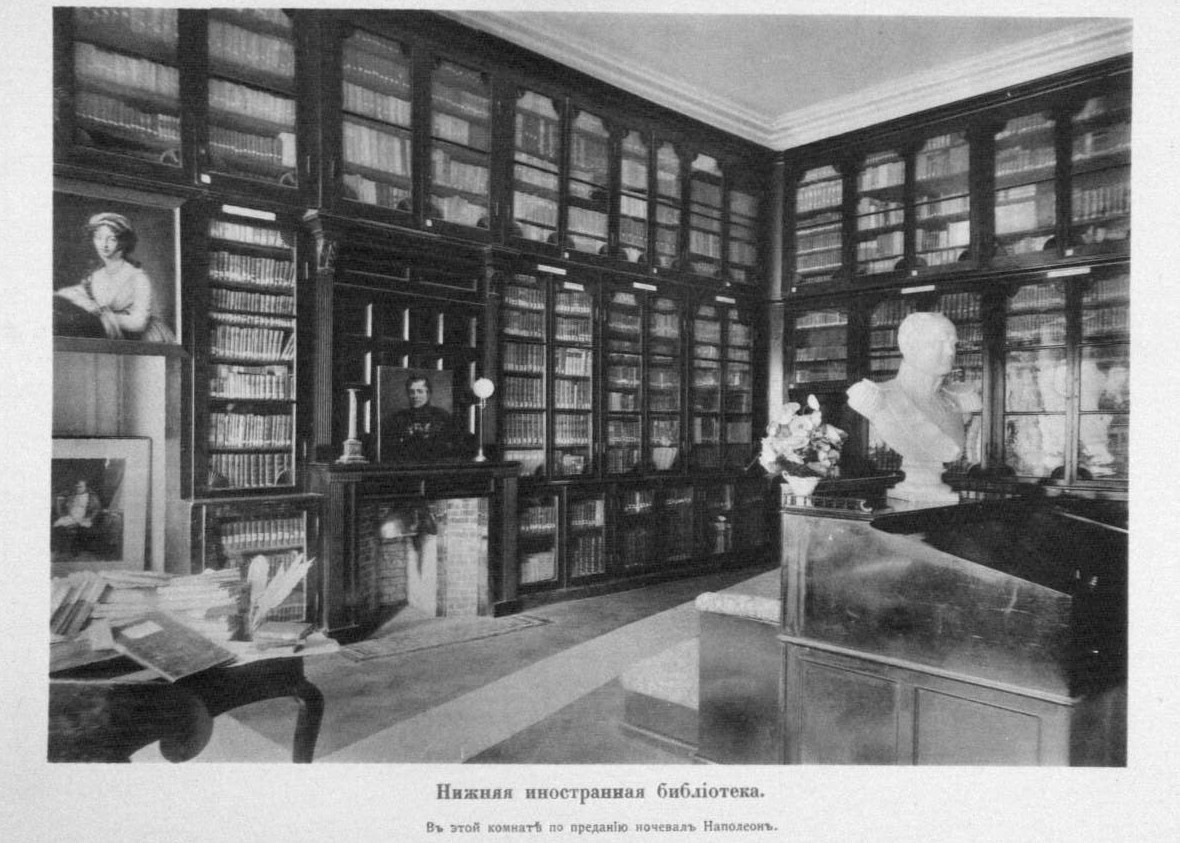
Усадьба Вязёмы. Нижняя иностранная библиотека, где по преданию ночевал Наполеон. Фото начала XX века.

В конце XVI века здесь значилась «церковь о пяти верхах и камена плотина у пруда» (так сообщает Пискарёвский летописец) — нынешний храм Спаса Преображения. Известно, что храм был освящён в 1600 году — значит, что ко времени освящения он был полностью достроен и расписан. Главный престол был освящён во имя Троицы (сейчас имеет другое посвящение), нижний храм в высоком подклете — Николая Чудотворца, южный придел — Благовещения, а северный — Михаила Архангела. Тогда же была построена звонница псковского типа, нехарактерная для архитектуры этих мест. 
Во времена Бориса Годунова здесь существовал также его деревянный терем, упомянутая Никольская церковь, торжок (здание ярмарки) и целый Иоанно-Богословский монастырь. Все эти постройки были окружены деревянной стеной с пятью башнями; крепостные стены были защищены специально вырытым рвом, так что весь комплекс построек представлял собой мощную крепость. Ни одно из этих сооружений, кроме каменного храма и звонницы, до нашего времени не сохранилось — даже в перестроенном виде. Со стороны речки можно разглядеть сильно оплывшие крепостные валы. 
После смерти царя Бориса в Смутное время Вязёмы стали загородным дворцом Лжедмитрия I, где он устраивал увеселения и охоту. Останавливалась здесь на несколько дней в 1606 году и Марина Мнишек. После воцарения Михаила Фёдоровича Вязёмы в 1618 году были приписаны к дворцовому ведомству. К 1631 году Вязёмы состояли из 40 дворов, а монастыря уже нет. Позже Вязёмы посещал царь Алексей Михайлович, а к 1653 году дворов крестьянских уже 57 (200 человек). После дворцовое село перешло по наследству к царю Фёдору Алексеевичу (как Никольское (Вязёмы)), а затем — к Петру I.
В 1694 году Пётр I пожаловал Вязёмы князю Борису Голицыну, который был воспитателем царя в 1682—1689 годах. Голицын не считал Вязёмы своим главным имением, отдавая предпочтение Дубровицам.
В XVIII веке рядом со Спасо-Преображенским храмом выстроен дом причта, который вместе с храмом и звонницей был огорожен каменной оградой. Во второй половине XVIII века при правнуке Бориса Алексеевича — отставном бригадире Николае Михайловиче Голицыне (1729—1799)(владевшем Вязёмы с 1766 года) — началось строительство дворца и флигелей. Строительство двух флигелей закончилось в 1772 году, а в 1784 году был достроен дом-дворец, который существует и сейчас. Одновременно с постройкой зданий разбит регулярный парк с аллеями. С 1785 по 1788 год Николай Михайлович был уездным предводителем дворянства.

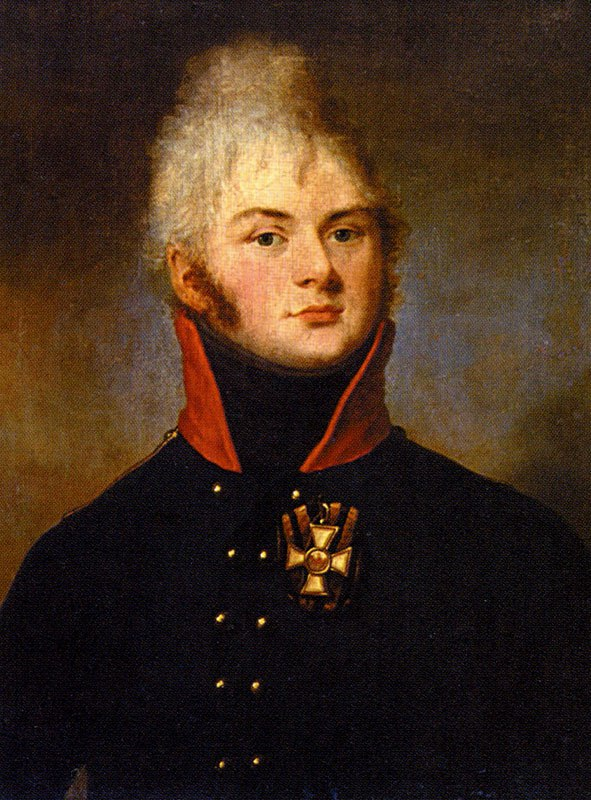
Князь Б. В. Голицын, владелец Вязём с 1803 г.

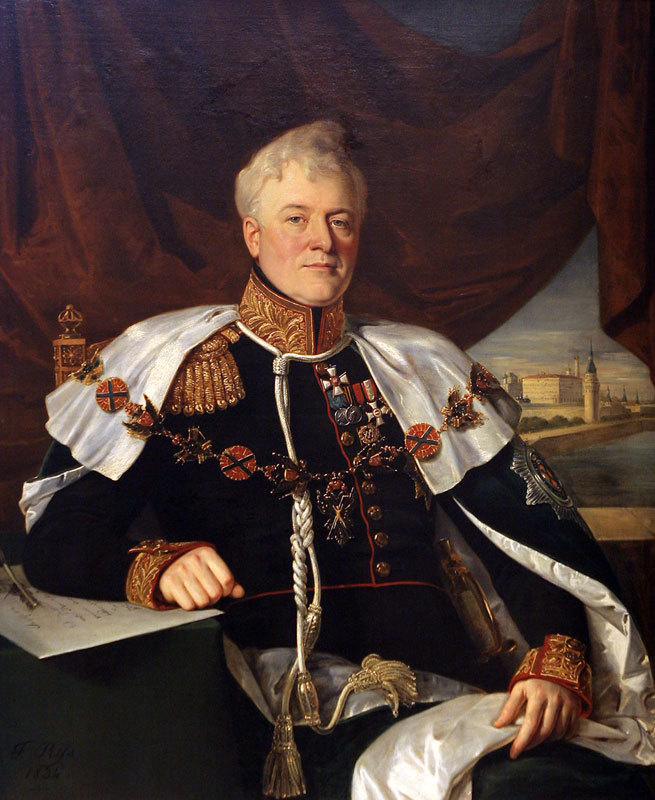
Князь Д. В. Голицын, владелец Вязём с 1813 г.

После смерти холостого Николая Михайловича усадьбой несколько лет владел его брат — Александр Михайлович Голицын. Он был дружен с семьёй своего двоюродного брата Владимира Борисовича Голицына (1731—1798) и, так как не был женат и не оставил прямых наследников, завещал в 1803 году имение старшему сыну Владимира Борисовича — Голицыну Борису Владимировичу (1769—1813), который приходился ему двоюродным племянником.
Так как Борис Владимирович не был женат, то после его безвременной смерти от ран в 1813 году усадьба отошла к его младшему брату, будущему московскому генерал-губернатору Д. В. Голицыну, однако здесь подолгу жил и зять предыдущего владельца, литератор С. П. Шевырёв, который занимался каталогизацией огромной усадебной библиотеки, основанной Борисом Владимировичем. К нему в гости в 1849 году заезжал писатель Н. В. Гоголь.
С усадьбой связано имя Александра Сергеевича Пушкина. В двух километрах отсюда находилось имение Ганнибалов — Захарово, в котором поэт провёл своё детство. В 1807 году у местного храма был похоронен младший брат поэта — Николай Пушкин, умерший в возрасте шести лет. Сам Александр со своей бабушкой, Марией Алексеевной Ганнибал, и с сестрой Ольгой ходил в детстве в Вязёмскую церковь из соседнего именья Захарово, где не было своей церкви. Здесь, в усадьбе, на одном из балов, Пушкин впервые увидел Наталью Николаевну Гончарову, свою будущую жену.
В конце августа 1812 году в усадьбе Голицына останавливался на ночь М. И. Кутузов, отступавший с войсками к Москве. А через сутки — наступавший на Москву Наполеон. В память об этих событиях на территории усадьбы установлен памятный знак. В разное время усадьбу посещали Павел I, Н. М. Пржевальский, В. Я. Брюсов, Л. Н. Толстой.
В 1882 году новым владельцем стал князь Дмитрий Борисович Голицын, внук героя Отечественной войны 1812 года Д.В. Голицына. С его появление усадьба была обновлена. С 1908 года в окрестностях усадьбы он основывает дачный посёлок для сдачи в аренду (сейчас это город Голицыно). Дмитрий Борисович был последним владельцем усадьбы Большие Вязёмы. Во время Первой мировой войны он в усадьбе организовал лазарет для раненых. 
Голицыны владели усадьбой до революции, однако, как и другие старые дворянские гнёзда, в пореформенное время она оскудела и едва ли не была заброшена. В 1917 году барский дом стоял в заросшем саду с забитыми окнами.
После революции в 1918—1919 годах музейными работниками из усадьбы было вывезено[куда?] много ценных вещей, а также библиотека, насчитывавшая более 30 тысяч томов.
В советское время в усадьбе сменили друг друга свыше десятка государственных учреждений — приют для беспризорных детей, санаторий ВЦИК, школа парашютистов, танковое училище, институты коневодства, полиграфии, фитопатологии.

## Музей Пушкина

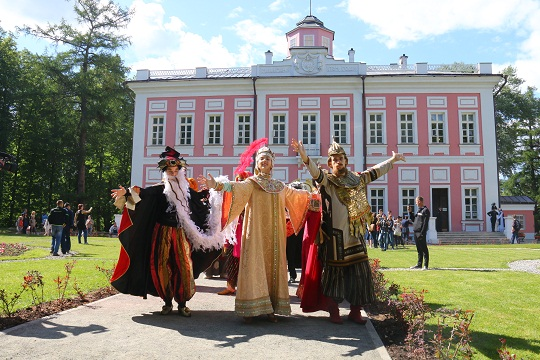
Театрализованное представление на литературно-музыкального фестивале им. А. С. Пушкина в усадьбе Вязёмы

Памятник Пушкину в усадьбе

В конце 1980-х годов силами местных краеведов, в первую очередь А. И. Виноградова и А. М. Рязанова, началось создание музея, в первое время народного, располагавшегося в бывшем доме причта храма. С 1994 года усадьбы Вязёмы и Захарово образуют Государственный историко-литературный музей-заповедник А. С. Пушкина.
В состав музейного комплекса входят дворец и два флигеля времён XVIII века, конный двор с флигелями времён XVII века, хозяйственные постройки, парки, пруды, созданные на протяжении XVI—XIX веков. Всего на территории усадьбы Вязёмы более 20 памятников истории и культуры.
Рядом с музеем находится храм Преображения и звонница времён конца XVI века. Во дворце Голицыных представлена интерьерная экспозиция, которая рассказывает о жизни усадьбы во времена Пушкина. Также работает  интерактивная экспозиция «Ожившие картины», включающая инсталляции с историческими личностями, которые когда-то бывали в усадьбе. Кроме того, музей регулярно проводит научные конференции.
В 2010-х годах проведена реставрация некоторых объектов.

## Архитектурный ансамбль

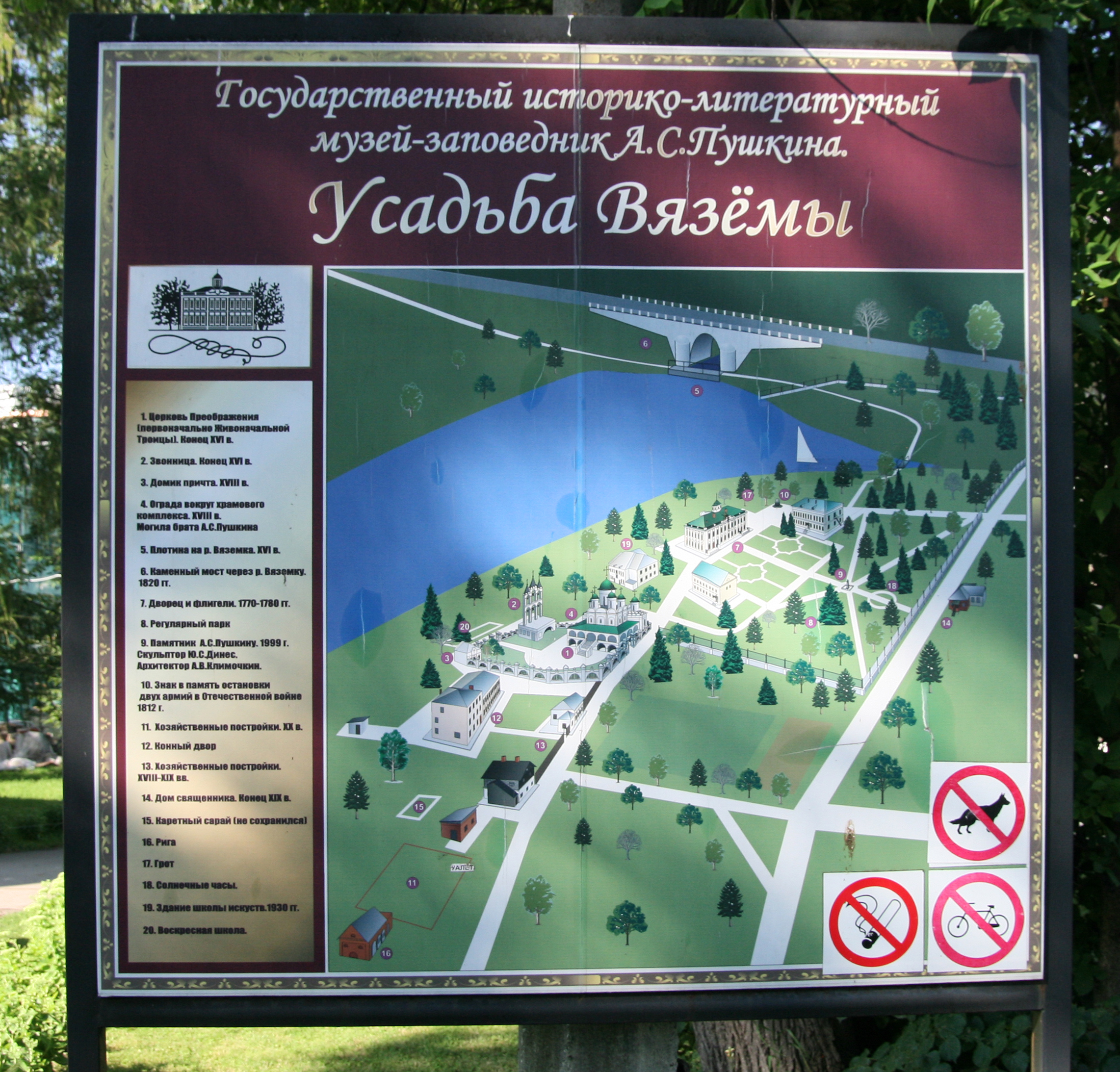
План усадьбы

- Дом-дворец и флигели (70—80-е годы XVIII века)
- Храм Спаса Преображения (первоначально — Живоначальной Троицы) в Вязёмах (конец XVI века)
- Звонница (конец XVI века)
- Ограда вокруг храмового комплекса

- Домик причта

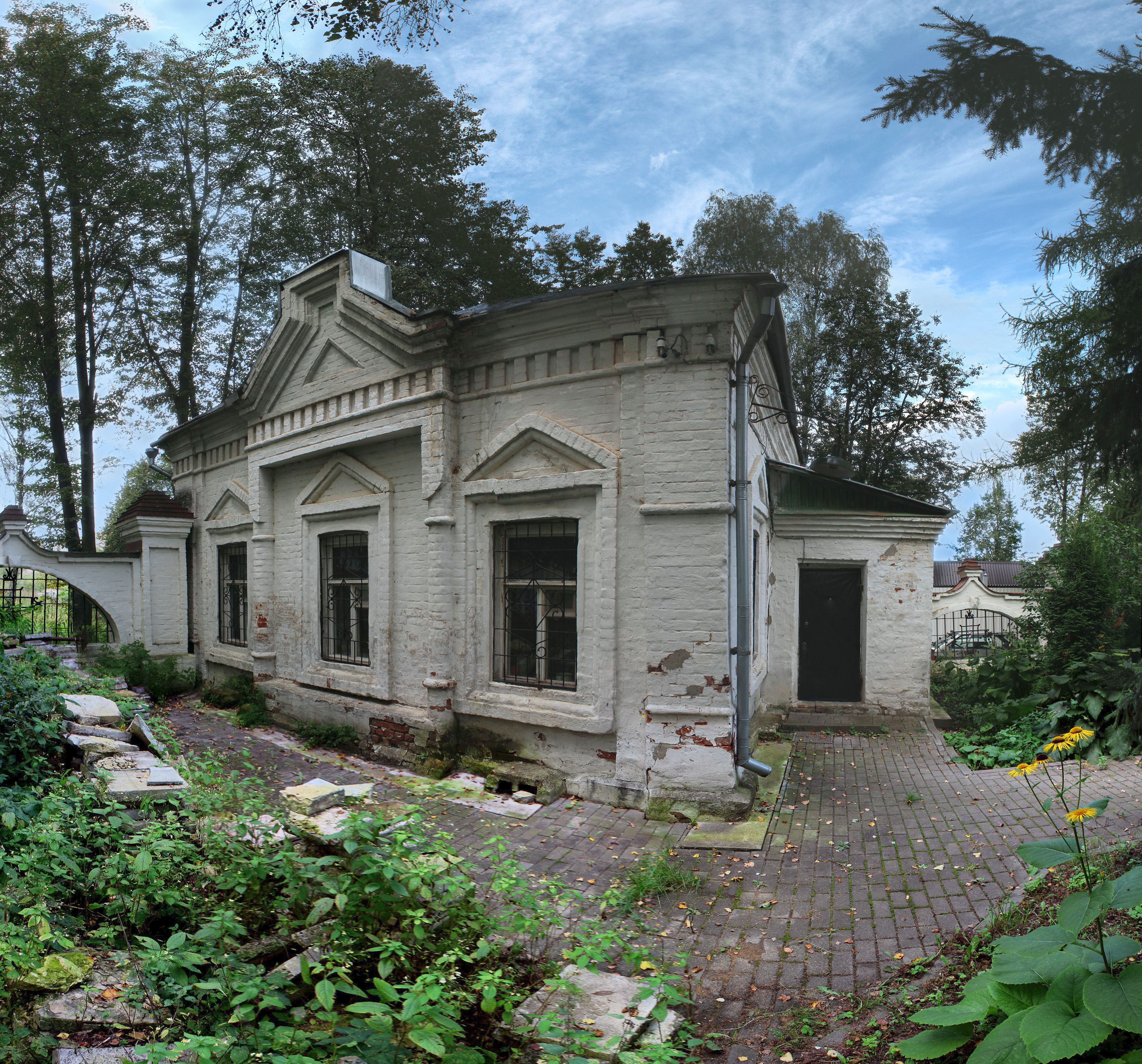
Домик причта

- Плотина на реке Вязёмке, построенная по указу Бориса Годунова
- Каменный мост через реку Вязёмку (1820-е годы)
- Партер
- Регулярный парк
- Памятник А. С. Пушкину
- Памятный знак в честь остановки двух армий в Отечественной войне 1812 года
- Бюст генерал-губернатора Д. В. Голицына (владельца усадьбы с 1813 по 1844 год)
- Комплекс хозяйственных построек XVIII—XX веков
- Конный двор

| - Вид сверху - Фасад, обращённый к реке - Аттик и бельведер Фамильный герб Голицыных - Конный двор — главный корпус |

| - Храм Спаса Преображения - Звонница Храма Преображения Господня - Памятный знак в честь остановки двух армий в 1812 году - Вид из парка на мост с плотиной и речку Вязёмку |